# Jan Fresemann Tromp Meesters

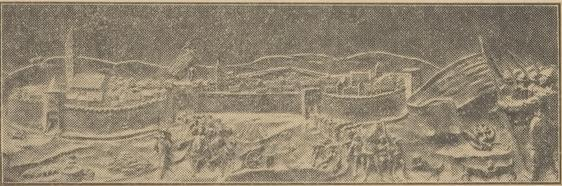
Plaquette oude stadhuis van Steenwijk

Jan  Fresemann Tromp Meesters (Steenwijk, 5 februari 1892 - Merano, (Italië) 16 december 1936) was een Nederlands beeldhouwer. Tromp Meesters woonde en werkte in Steenwijk, Hilversum, Amsterdam, België en Duitsland (München).
Meesters werkte aanvankelijk in de houthandel van zijn vader in Deventer en Amsterdam. Tijdens de Eerste Wereldoorlog was hij werkzaam bij het Amersfoortse kamp voor Belgische vluchtelingen. Meesters had een opleiding gevolgd in theologie en filosofie, maar dankzij de Belgische beeldhouwer Charles Vermeire stapte Meesters over op beeldhouwen. Hij ging eerst in België aan de slag, en vertrok in 1921 naar München. In Duitsland nam hij deel aan tentoonstellingen en bracht tevens enkele novellen uit. In 1931 gaf hij het boek Jan Tromp Meesters, wie er denkt und arbeitet uit.
Hij maakte onder andere bustes, portretreliëfs, tuinbeelden en versieringen voor vijvers. In 1931 maakte hij een plaquette voor het oude stadhuis van Steenwijk aan het Marktplein, ter herdenking aan het Steenwijks ontzet. In de villa en thans museumhuis Rams Woerthe bevinden zich meerdere beeldhouwwerken.
Tromp Meester was getrouwd met de joodse Dorothea Elkan (München-Gladbach 29 juli 1896 - Auschwitz januari 1944). Over haar is bekend dat het Zweeds gezantschap te Berlijn – destijds vertegenwoordiger van Nederland – een gratieverzoek voor haar indiende in februari 1944. Zij was toen waarschijnlijk al overleden in het concentratiekamp.
In maart 2021 bracht uitgever De Weideblik het boek 'Van Steenwijk naar München (en terug)' uit van schrijver Jan Bert Kanon, over leven en werk van Meesters en de laatste dagen van zijn vrouw Dorothea.